# AAA National Championship Trail 1938
AAA National Championship Trail 1938 var ett race som kördes över två race, med Floyd Roberts som mästare.

## Delsegrare
| Bana             | Vinnare       |
| ---------------- | ------------- |
| Indianapolis 500 | Floyd Roberts |
| Syracuse         | Jimmy Snyder  |

## Slutställning
| Plats | Förare        | Poäng |
| ----- | ------------- | ----- |
| 1     | Floyd Roberts | 1000  |
| 2     | Wilbur Shaw   | 825   |
| 3     | Chet Miller   | 675   |
| 4     | Ted Horn      | 660   |
| 5     | Chet Gardner  | 450   |
| 6     | Billy Devore  | 310   |
| 7     | Duke Nalon    | 260   |
| 8     | Joel Thorne   | 225   |
| 9     | Herb Ardinger | 213   |
| 10    | Jimmy Snyder  | 200   |